# Feldkahler Kapelle

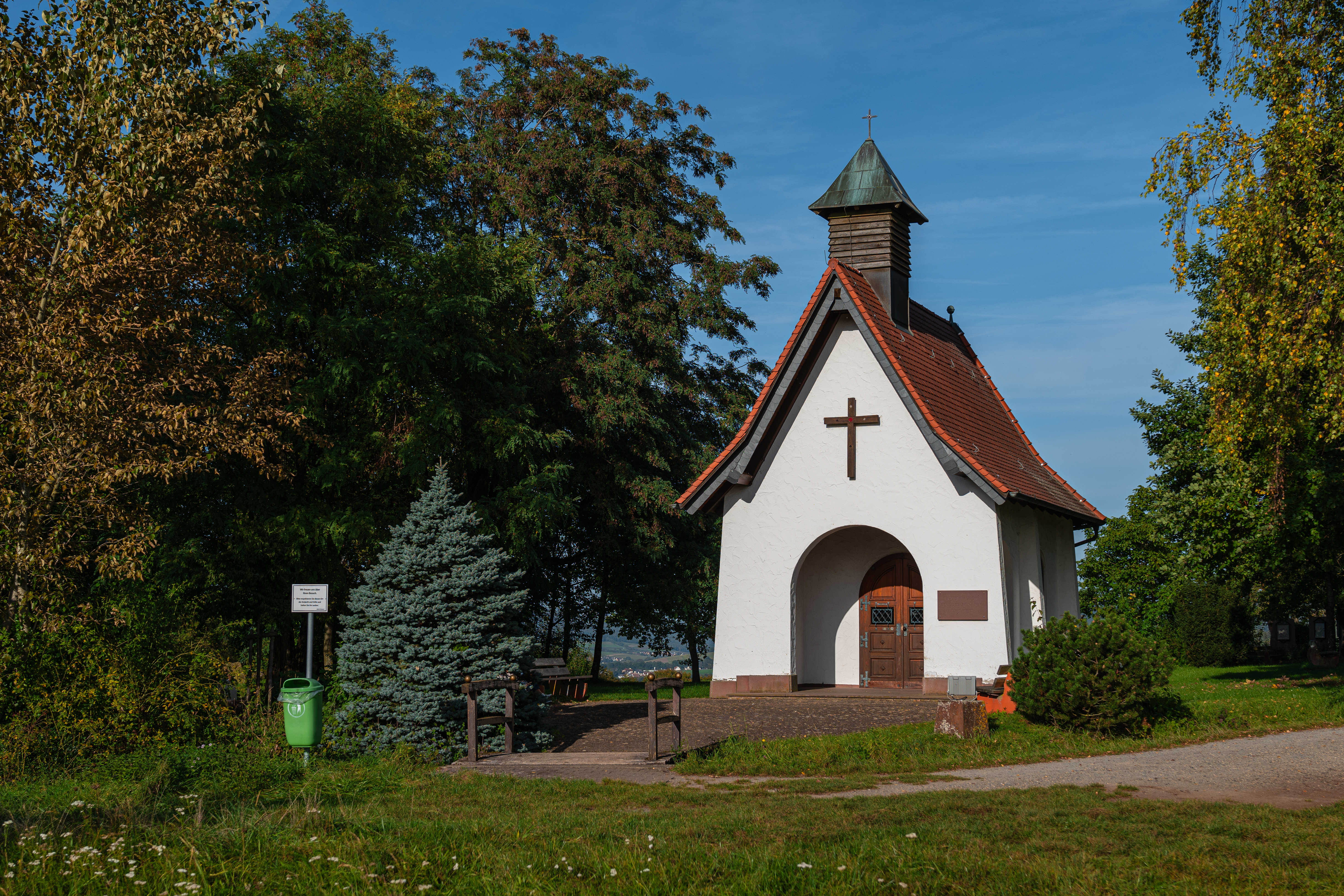
Feldkahler Kapelle von Süden

Die Feldkahler Kapelle ist eine Kapelle in der Marktgemeinde Hösbach im unterfränkischen Landkreis Aschaffenburg (Bayern).

## Beschreibung

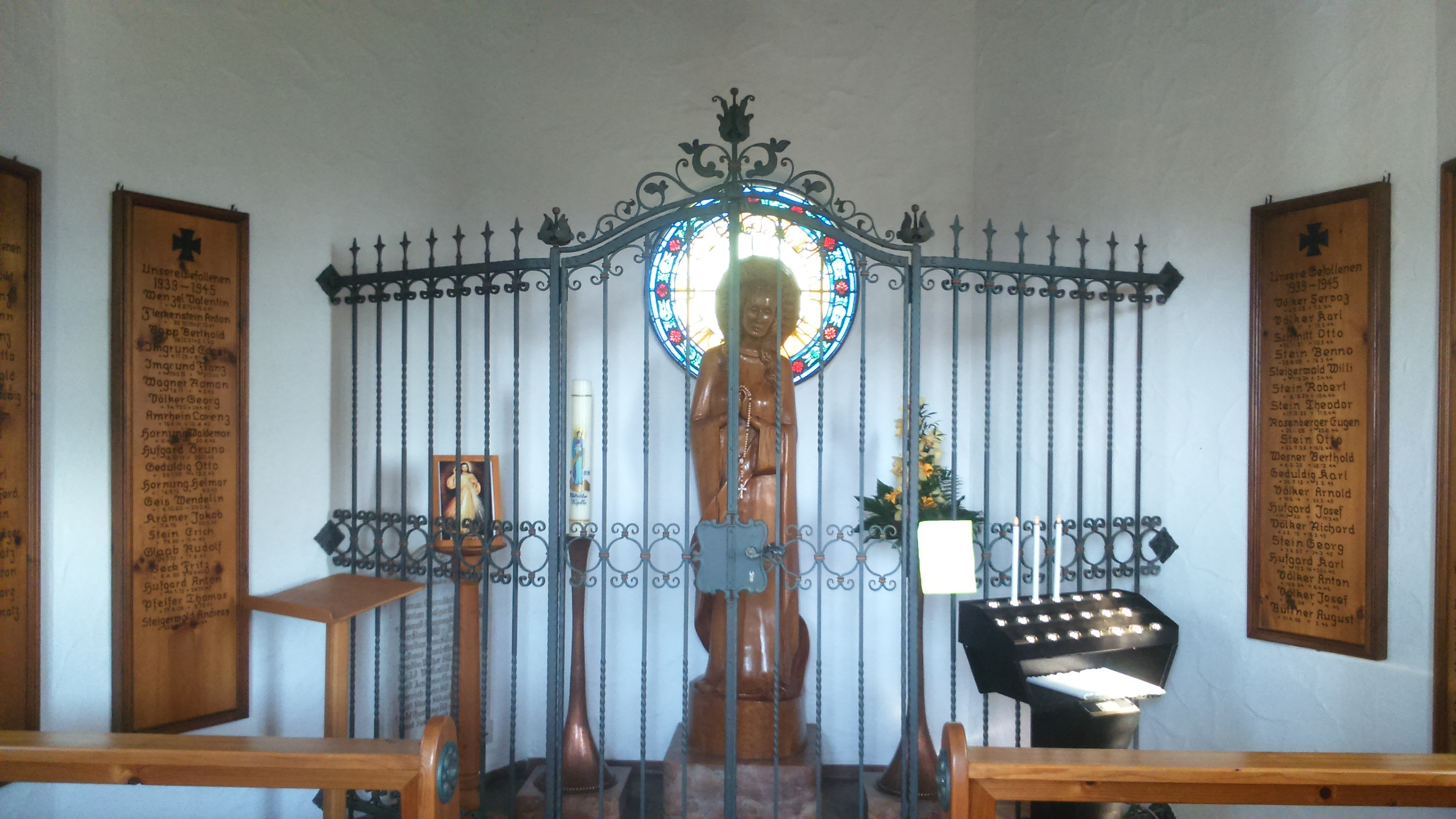
Im Inneren der Kapelle

Die Kapelle steht auf freiem Feld im mittleren Kahlgrund auf der Erlenbacher Höhe auf der Gemarkung von Feldkahl, zwischen Rottenberg und Erlenbach. Sie befindet sich etwa auf 300 m ü. NHN am Fuße des Klosterberges (382 m) direkt am Degen-Weg.
Das Gebäude wurde 1991 vom Kapellenverein errichtet. Im Innern steht eine aus Holz geschnitzte Madonna und vier Gefallenen-Gedenktafeln. Im Bereich um das Gebäude wurde ein Kreuzweg errichtet. Kurzfristig bestehende Planungen, in der direkten Umgebung der Kapelle ein Abbaugebiet für Zechstein-Dolomit zu erschließen, wurden 2013 fallen gelassen. Seit 2023 ist es möglich, sich an der Kapelle trauen zu lassen.